# Палац Вільена
35°53′05″ пн. ш. 14°24′14″ сх. д. / 35.884805555556° пн. ш. 14.403888888889° сх. д.
Палац Вільена (мальт. Il-Palazz De Vilhena; італ. Palazzo Vilhena), також знаний як Магістерський палац (мальт. Palazz Maġisterjali) і Палаццо Преторіо — французький бароковий палац у Мдіні, Мальта. Він названий на честь Антоніо Маноеля де Вільєни, великого магістра, який його замовив. Він був побудований між 1726 і 1728 роками за проєктами французького архітектора Шарля Франсуа де Мондіона на місці зборів Університету. У 19-му та 20-му століттях палац використовувався як лікарня, а після 1909 року він став знаний як лікарня Коннот. З 1973 року він відкритий для публіки як Національний музей природної історії Мальти.

## Історія
Місце палацу Вільена було заселене з давніх часів. Приблизно у VIII столітті на цьому місці, ймовірно, був побудований візантійський форт, а в середні віки він перетворився на замок, знаний як Кастеллу-ді-ла-Чітаті. Внутрішні стіни замку були зруйновані в 15 столітті, а частина, що залишилася, була побудована як палац великим магістром Філіпом Вільєром де Л'Іль-Адамом у 1530-х роках. Палац називався Palazzo Giuratale, і в ньому розташовувалася цивільна адміністративна рада, знана як Università. Споруда була пошкоджена під час землетрусу на Сицилії 1693 року.

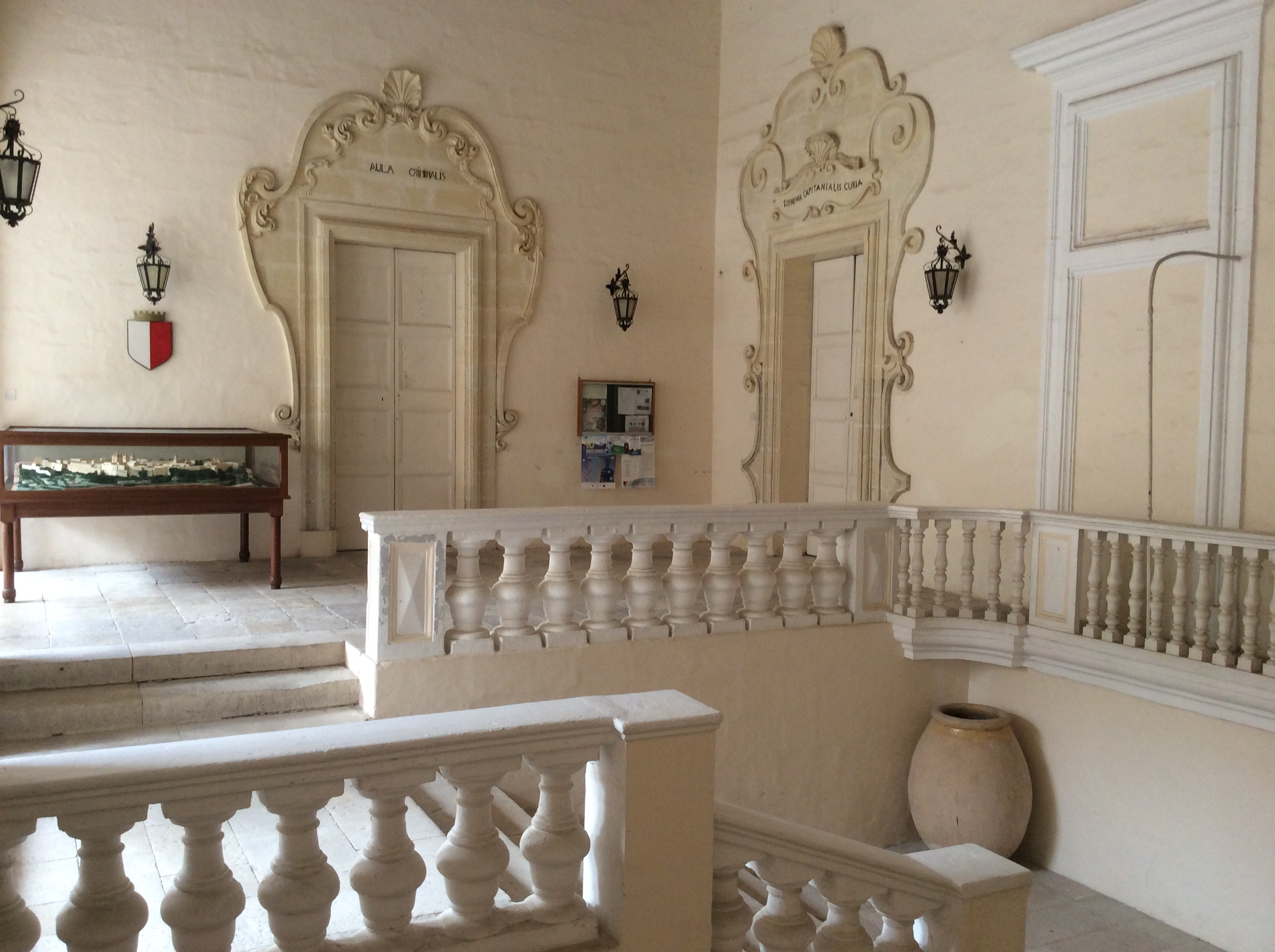
Інтер'єр палацу

3 листопада 1722 року новообраний великий магістр Антоніо Маноель де Вільена видав наказ про реставрацію та реконструкцію Мдіни.
Будівництво нового палацу Вільені почалося у 1726 році і було завершено протягом двох років, у 1728 році. Будівлю спроєктував Шарль Франсуа де Мондіон у стилі французького бароко, який був популярний у паризьких палацах, і була побудована під наглядом мальтійського капомастро Петруццо Дебоно.

## Архітектура

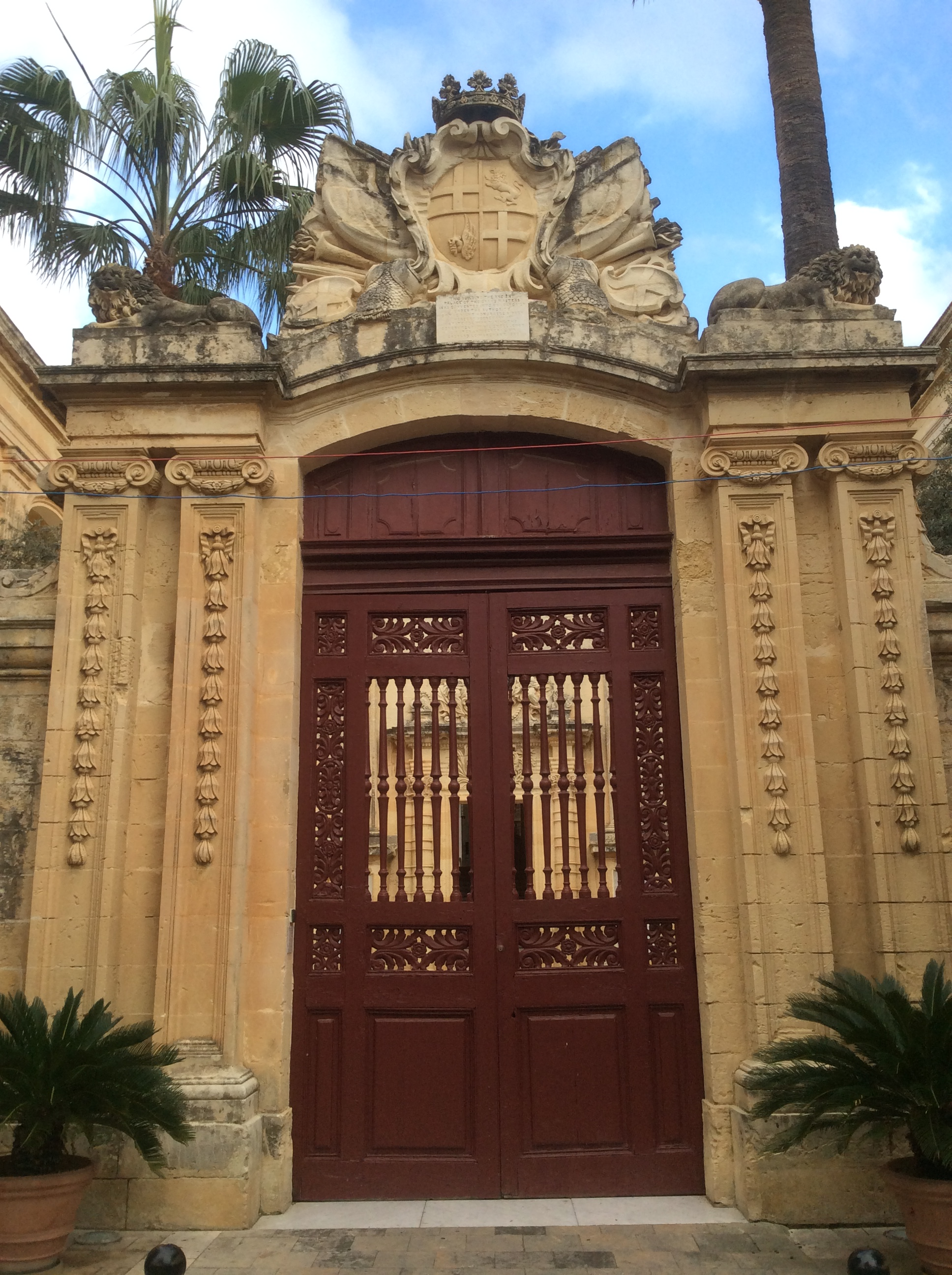
Арка, що веде до переднього двору

Палац Вільена — велика будівля, яка вважається «чудовим зразком французького бароко». Він має U-подібний передній двір, оточений лоджіями, який повторює план оригінального замку, і, можливо, містить деякі залишки палацу 16 століття, включеного в структуру. На передній двір можна потрапити через ворота, прикрашені гербом Вільени. Центральний фасад палацу містить вишуканий головний дверний отвір, який оточений коринфськими колонами та увінчаний бронзовим рельєфом Де Вільєни та іншим гербом.
Планування інтер'єру палацу характеризується нерегулярністю, яка різко відрізняється від закономірності та врівноваженості екстер'єру. Крім того, у будівлі присутній внутрішній двір.
Палац Вілена пов'язаний із Корте Капітанале, який був побудований одночасно з палацом і також за проєктом Мондіоном. Ця будівля слугувала судами Мдіни, і її зв'язок із палацом був символічним жестом, щоб передати, що суди перебувають під юрисдикцією Ордену Святого Іоанна. Корте Капітанал зараз є місцем розташування місцевої ради Мдіни.